# Fuga dallo spazio
Fuga dallo spazio (Something Is Out There) è una serie televisiva statunitense di fantascienza in 8 episodi trasmessi per la prima volta nel corso di una sola stagione dal 1988 al 1989. 
La serie era stata anticipata da una miniserie televisiva omonima in due puntate (200 minuti totali) trasmesse sulla NBC dall'8 maggio 1988. La miniserie Something Is Out There fu poi trasformata in serie dopo un buon responso del pubblico. La serie fu poi cancellata dopo soli sei episodi da un'ora, con due episodi aggiuntivi prodotti ma non trasmessi durante la prima televisiva.

## Trama
Jack Breslin è un ufficiale di polizia che indaga su alcuni omicidi brutali in cui gli organi delle vittime sono stati rimossi dal corpo. Egli scopre che i crimini sono stati commessi da un mostruoso alieno insettoide conosciuto come "xenomorfo", in possesso della capacità di mutare forma, che è fuggito da una astronave aliena che passava per il sistema solare. Sulle tracce dello xenomorfo si mette la bella ufficiale aliena dell'astronave, Ta'Ra. Ta'Ra ha abilità particolari, tra cui la telepatia e un'agilità sovrumana, che le tornano utili durante la missione. I due, nel corso della serie, intrecceranno anche una sorta di relazione sentimentale, sebbene gli approcci amorosi tipici del pianeta da cui proviene Ta'Ra siano un po' diversi da quelli terrestri.

## Personaggi e interpreti
- Ta'Ra (7 episodi, 1988), interpretata da Maryam d'Abo.
- Jack Breslin (5 episodi, 1988-1989), interpretato da Joe Cortese.
- Capitano Victor Maldonado (3 episodi, 1988-1989), interpretato da Gregory Sierra.
- Joey (2 episodi, 1988), interpretato da Brandon Call.

## Produzione
La serie, ideata da Frank Lupo, fu prodotta da Columbia Pictures Television. Originariamente ideata da Frank Lupo nel 1987 con il titolo di Invader, fu commissionata dalla NBC che ne ordinò una mini-serie di quattro ore affinché venisse trasmessa a partire dal mese a maggio del 1988, con un budget di 7,5 milioni di dollari. Dopo un buon responso da parte del pubblico verso la miniserie, il concept fu poi modificato da miniserie a serie televisiva con episodi a cadenza settimanale. La serie non conquistò però i favori del pubblico e fu annullata dopo pochi episodi.

### Registi
Tra i registi della serie sono accreditati:
- Don Medford in un episodio (1988)
- Lyndon Chubbuck
- Richard A. Colla
- James Darren
- Jorge Montesi
- Larry Shaw

### Sceneggiatori
Tra gli sceneggiatori della serie sono accreditati:
- Paul Bernbaum
- Tom Blomquist
- Christian Darren
- Frank Lupo
- Burt Pearl

## Distribuzione
La serie fu trasmessa negli Stati Uniti dal 21 ottobre 1988 al 1989 sulla rete televisiva NBC. In Italia è stata trasmessa con il titolo Fuga dallo spazio.
Alcune delle uscite internazionali sono state:
- negli Stati Uniti il 21 ottobre 1988 (Something Is Out There)
- in Finlandia il 15 novembre 2000 (Totuus on tuolla ulkona?)
- in Francia (Le monstre évadé de l'espace)
- in Ungheria (Ufózsaru)
- in Italia (Fuga dallo spazio)

## Episodi
| Stagione       | Episodi | Prima TV USA |
| -------------- | ------- | ------------ |
| Prima stagione | 8       | 1988-1989    |